# Maître de Saint-Germain-des-Prés

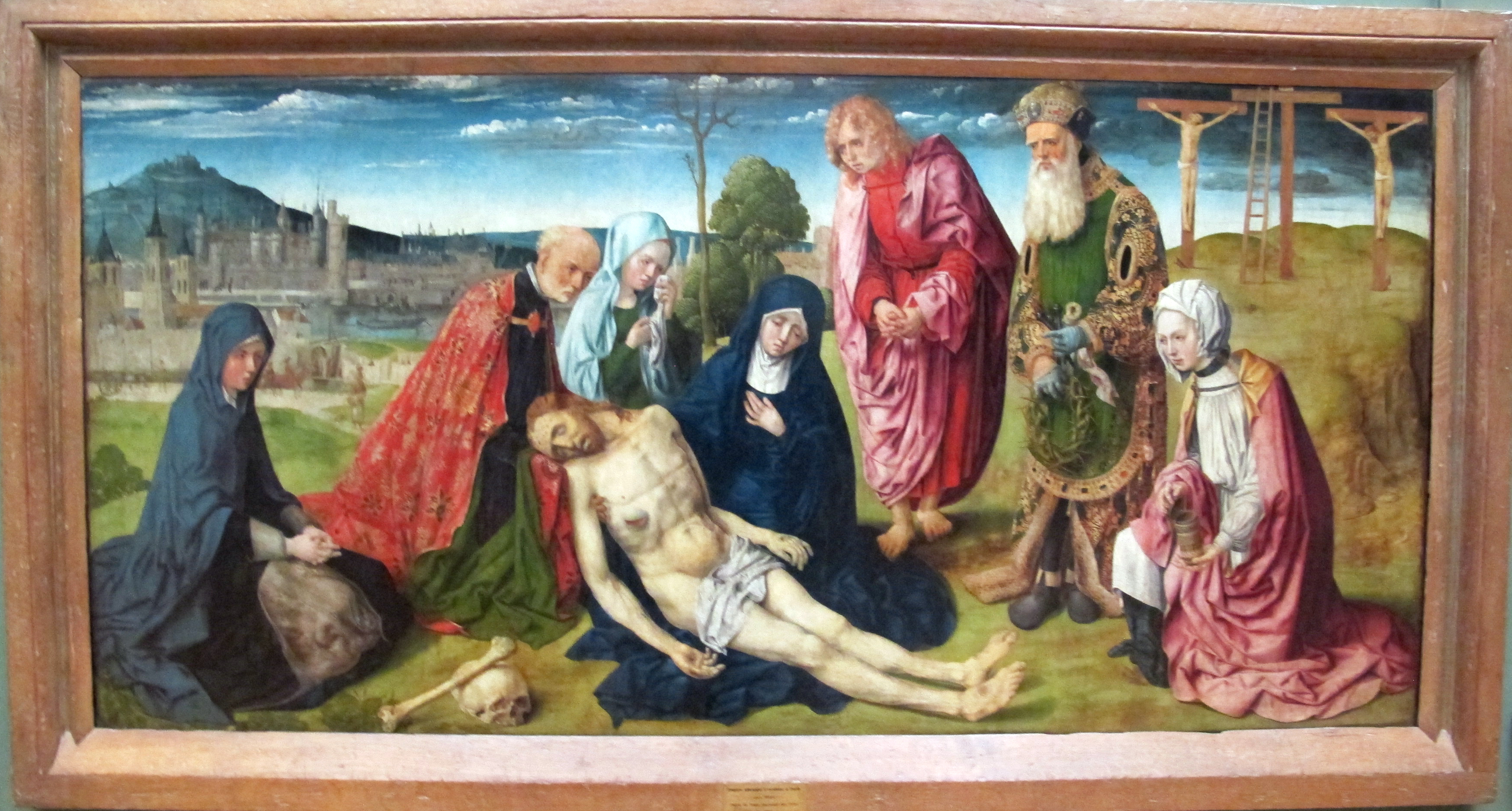
Pietà de Saint-Germain-des-Prés

Le Maître de Saint-Germain-des-Prés est un artiste anonyme du Moyen Âge tardif, probablement originaire de Cologne, actif vers 1500 en France et notamment à Paris, où il réalise une pietà, appelée la Pietà de Saint-Germain-des-Prés, au Musée du Louvre. C'est à cette œuvre qu'il doit son nom de convention.

## Style et œuvre
Le peintre, dans son style, est rhénan et de formation colonaise. Fixé en France aux alentours de 1500, il a réalisé d'autres tableaux, dont notamment un Portement de croix (ou Montée au calvaire) au Musée de Lyon et un autre, dans l'ancienne collection Chillingworth. Son style est proche du Maître de la Sainte Parenté le Jeune et du Maître de saint Barthélemy. Il montre un sens de l'ordonnance claire, une élégance et une mesure proche de l'esthétique française.

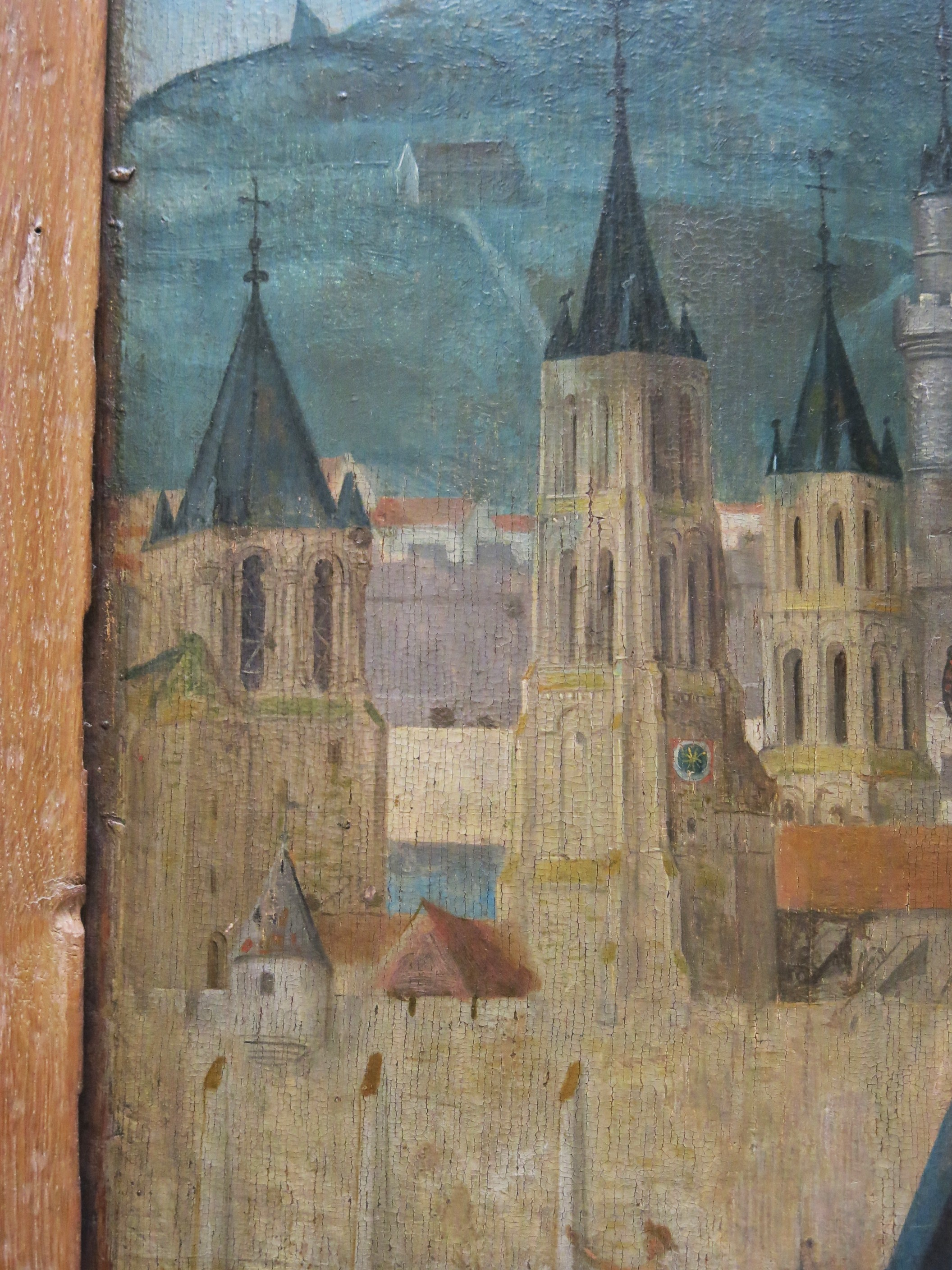
Vue sur Saint-Germain-des-Prés.

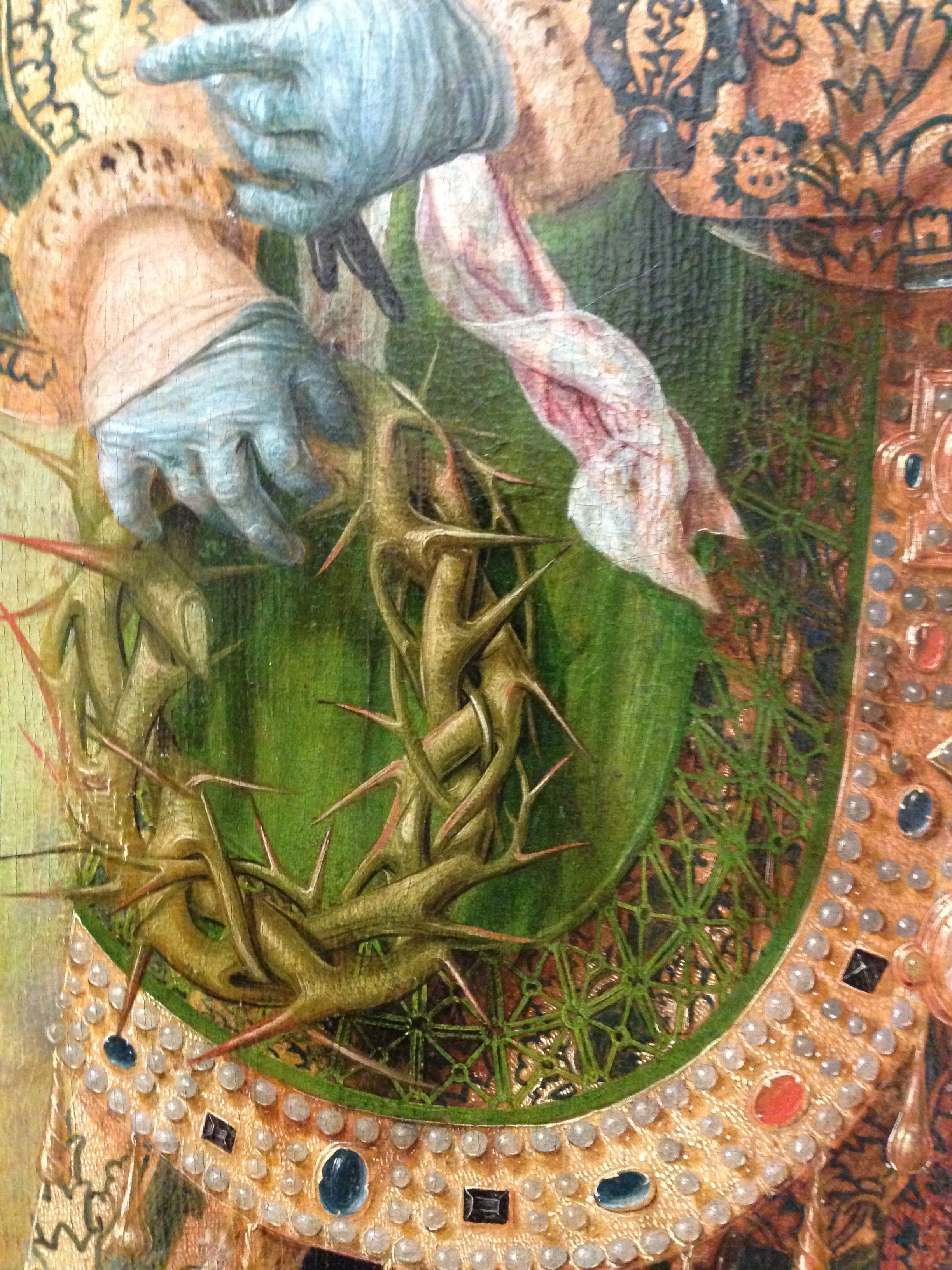
Couronne d'épines dans les mains de Nicodème.

La Pietà de Saint-Germain-des-Prés est un tableau de grande largeur, de dimensions 97,3 × 198,5 cm. Il se trouve au Musée du Louvre. 
Le paysage à gauche de la Pietà montre un panorama de Paris vu du Sud. On voit d'abord l'abbaye de Saint-Germain-des-Prés avec ses trois tours puis, au-delà de la Seine, le Palais du Louvre et l'hôtel du Petit-Bourbon. Au fond, la butte de Montmartre. Les personnages autour de la Vierge et du Christ de la Déploration sont Joseph d’Arimathie, une Marie, saint Jean, Nicodème et Marie-Madeleine, groupés en un demi-cercle aéré, les riches brocarts dorés qui rappellent le Maître de la Sainte Parenté le Jeune, le rendu avec précision et même préciosité dans les accessoires que l'on voit aussi chez le Maître de saint Barthélemy, sont ici placés un paysage vaste, avec une réelle profondeur, dans un panneau de retable de grande largeur. En particulier Nicodème, qui dans ses mains gantés de bleu tient la couronne d'épines et les clous, est vêtu d'un habit d'une richesse extrême, avec des bordures sertis de pierres colorées.
Le choix des couleurs du Christ, avec les plaies bleuies, les pieds énormes, et les visages ravagés se retrouvent chez les artistes colonais de la fin du siècle. L'extrême grâce des figures féminines rappelle le Maître de la Saint Barthélemy.

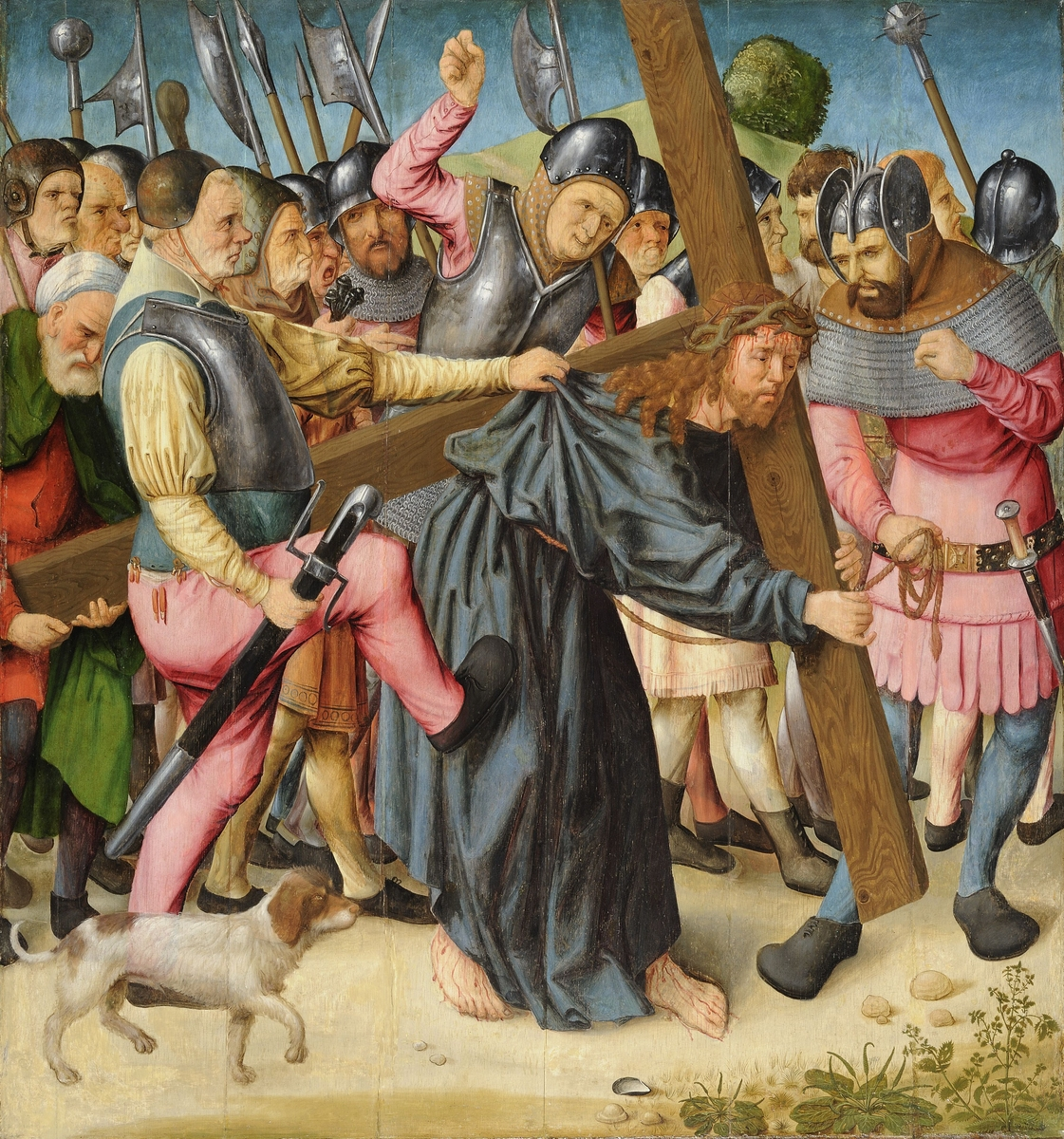
Montée au calvaire.

La Montée au calvaire est un tableau conservé dans la Collection des peintures françaises du Musée des Beaux-Arts de Lyon. Plus petit, il montre une foule entassée et mouvementée entourant le Christ portant la croix, tiré par un soldat, recevant un coup de pied d'un autre. Les corps sont plus plats, les couleurs moins raffinées, même si les plis des vêtements sont rendus avec beaucoup de précision. Le tableau a dû être recoupé.

## Articles liés
- École de Cologne
- Maître de saint Barthélemy
- Maître de la Sainte Parenté le Jeune